# カルタン形式 (物理学)
理論物理学において良く用いられる、四脚場 (Vierbein) や四つ組 (tetrad) の理論は四次元多様体にカルタン接続を適用した特殊例である。これは計量の符号がどのような場合でも適用することができる（計量テンソルを参照）。四次元でない場合は、三つ組 (triad)や五つ組 (pentad)、二脚場 (Zweibein)、五脚場 (Fünfbein)、十一脚場 (Elfbein)などの用語が用いられる。 一般の次元については多脚場 (Vielbein) という用語が用いられる。
基底依存の添字記法については、四つ組形式を参照。

## 基礎的要素
M をn-次元可微分多様体、自然数  p および q が
p + q = n
を満たすものとする。さらに M 上の SO(p, q) 主束 B と、それに付随する SO(p, q)-ベクトル束 V が SO(p, q) の自然な n-次元表現として与えられたものとする。等価な表現として、V は符号数 (p, q) の計量 η （非縮退二次形式）を備えた M 上のランク-n 実ベクトル束であるとも言える。
カルタン形式の基礎的な要素は、M 上のベクトル束から M の接束 TM への可逆線形写像 e: V → TM である。可逆という条件は課されない場合もある。特に、B が自明な束である場合は、（局所的には常に仮定できるが）V は直交断面  {\displaystyle f_{a}=f_{1}\ldots f_{n}} を基底に持つ。すなわち、この基底に対し{\displaystyle \eta _{ab}=\eta (f_{a},f_{b})={\rm {diag}}(1,\ldots 1,-1,\ldots ,-1)} は定数行列である。M 上の局所座標 {\displaystyle x^{\mu }=x^{-1},\ldots ,x^{-n}} （添字の負号は単に fa の添字と区別するためのもの）および対応する接束の局所標構 {\displaystyle \partial _{\mu }={\frac {\partial }{\partial x^{\mu }}}} を選ぶと、写像 e は基底断面の像
{\displaystyle e_{a}:=e(f_{a}):=e_{a}^{\mu }\partial _{\mu }}
により決定される。これにより、接束の（非座標）基底が定義される（ただし、e が可逆な場合。また、B が局所的にのみ自明化される場合は基底も局所的なものとなる）。行列 {\displaystyle e_{a}^{\mu },\mu =-1,\dots ,-n,a=1,\dots ,n} は四つ組、四脚場、多脚場などと呼ばれる。これの局所標構としての解釈は局所基底の暗黙の選択に依存する。
同値関係 {\displaystyle V\cong {\rm {T}}M} が成り立つ場合は、標構束を B → Fr(M) のように縮小でき、これを接束の主束と呼ぶ。一般には、このような縮小は位相幾何学的な理由により不可能である。したがって、一般の連続写像 e に対しては、M 上のどこかの点で縮退してしまうことが避けられない。

## 例: 一般相対性理論
一般相対性理論における時空の幾何学を、普通使われている計量テンソル場の代わりに四つ組場を用いて記述することができる。計量テンソル gαβ  は、接空間における内積を次のように直接定義する。
{\displaystyle \langle {\boldsymbol {x}},{\boldsymbol {y}}\rangle =g_{\alpha \beta }\,x^{\alpha }\,y^{\beta }}
四つ組 ei
α は、接空間からミンコフスキー空間への、内積を保存する（線形）写像と見なすことができる。 よって、問題となる接空間上の二つのベクトルをミンコフスキー空間へと写像したうえで内積をとればよいことになる。
{\displaystyle \langle {\boldsymbol {x}},{\boldsymbol {y}}\rangle =\eta _{ij}(e_{\alpha }^{i}\,x^{\alpha })(e_{\beta }^{j}\,y^{\beta })}
ここで、添字 α および β は接空間座標をなめ、 i および j はミンコフスキー座標をなめる。四つ組場 ei
α は計量テンソル場を上述の手続で次のように定義する。
{\displaystyle g_{\alpha \beta }({\boldsymbol {x}})=\eta _{ij}\,e_{\alpha }^{i}({\boldsymbol {x}})\,e_{\beta }^{j}({\boldsymbol {x}})}

## 構成法
M 上の（擬）リーマン計量は η の e による引き戻しにより定義される。換言すれば、TM の二つの断面 X および Y に対し、以下のように計算される。
g(X,Y) = η(e(X), e(Y)).
V 上の接続形式 A は、次の二つの条件を満たす接続形式として一意に定義される。
- dη(a, b) = η(dAa, b) + η(a, dAb) (つまり dAη = 0) がM 上の全ての可微分断面 a および b に対して成り立つ。ここで、dA は共変外微分（英語版）である。このことは、A が SO(p, q) 主束上に拡張可能であることを意味している。
- dAe = 0 が成り立つ。左辺は捩率テンソルと呼ばれる量である。この条件は基本的には、下に定義する ∇ が捩れなしになることを意味している。この条件はアインシュタイン・カルタン理論では課されないが、その代わりに A が一意ではなくなる。

これはスピン接続と呼ばれる。
このようにして得られた A を用いて、TM 上の接続 ∇ を同型写像 e を通じて定義することができる。
e(∇X) = dAe(X) が TM の全可微分断面 X に対して成り立つ。
ここまでで SO(p, q) ゲージ理論が得られたので、曲率 F を各点のゲージ共変量として {\displaystyle {\boldsymbol {F}}\ {\stackrel {\mathrm {def} }{=}}\ d{\boldsymbol {A}}+{\boldsymbol {A}}\wedge {\boldsymbol {A}}} のように定義できる。これは単にリーマン曲率テンソルを微分形式で記述したものである。
上に用いた記法以外にも、接続形式 A を ω、曲率形式 F を Ω、正準ベクトル値 1-形式 e を θ、共変外微分 dA を D と書く記法もある。

## パラティーニ作用
四つ組形式の一般相対性理論において四次元可微分多様体 M の作用は、随伴場強度  {\displaystyle \Omega =D\omega =\mathrm {d} \omega +\omega \wedge \omega } を伴う四脚場 e と接続形式 ω の汎関数として以下のように定義される。
{\displaystyle S\ {\stackrel {\mathrm {def} }{=}}\ M_{pl}^{2}\int _{M}\epsilon _{abcd}(e^{a}\wedge e^{b}\wedge \Omega ^{cd})=M_{pl}^{2}\int _{M}\mathrm {d} ^{4}x\epsilon ^{\mu \nu \rho \sigma }\epsilon _{abcd}e_{\mu }^{a}e_{\nu }^{b}R_{\rho \sigma }^{cd}[\omega ]}
{\displaystyle =M_{pl}^{2}\int |e|\mathrm {d} ^{4}x{\frac {1}{2}}e_{a}^{\mu }e_{b}^{\nu }R_{\mu \nu }^{ab}}
{\displaystyle ={\frac {c^{4}}{16\pi G}}\int \mathrm {d} ^{4}x{\sqrt {-g}}R[g]}
ここで、 {\displaystyle \Omega _{\mu \nu }^{ab}=R_{\mu \nu }^{ab}} はゲージ曲率 2-形式、 {\displaystyle \epsilon _{abcd}} は反対称レビ・チビタ記号、{\displaystyle |e|=\epsilon ^{\mu \nu \rho \sigma }\epsilon _{abcd}e_{\mu }^{a}e_{\nu }^{b}e_{\rho }^{c}e_{\sigma }^{d}}は {\displaystyle e_{\mu }^{a}} の行列式である。ここで、関係式 {\displaystyle |e|={\sqrt {-g}}} および {\displaystyle R_{\mu \nu }^{\lambda \sigma }=e_{a}^{\lambda }e_{b}^{\sigma }R_{\mu \nu }^{ab}} を使えば、上記の微分形式で書かれた作用が通常のアインシュタイン・ヒルベルト作用と等価であることがわかるだろう。導出途中ではプランク質量単位を用いて {\displaystyle \hbar =c=1} としてあるが、最後の項はSI単位の因子を全て含んでいることに注意されたい。
スピノル場が存在する場合、パラティーニ作用は {\displaystyle \mathrm {d} \omega } が非零であることを意味する。したがって捩率テンソルが非零、すなわち {\displaystyle {\hat {\omega }}_{\mu }^{ab}=\omega _{\mu }^{ab}+K_{\mu }^{ab}} となる。アインシュタイン・カルタン理論も参照されたい。 